# Gonzalez (Florida)
Gonzalez is een plaats (census-designated place) in de Amerikaanse staat Florida, en valt bestuurlijk gezien onder Escambia County.

## Demografie
Bij de volkstelling in 2000 werd het aantal inwoners vastgesteld op 11.365.

## Geografie
Volgens het United States Census Bureau beslaat de plaats een oppervlakte van
39,7 km², waarvan 39,6 km² land en 0,1 km² water.

## Plaatsen in de nabije omgeving
De onderstaande figuur toont nabijgelegen plaatsen in een straal van 16 km rond Gonzalez.